# Lysophosphatidsäuren

Lysophosphatidsäure mit Ölsäure als Acylrest

Lysophosphatidsäuren (LPA) sind Phosphoglycerolipide mit einer freien Hydroxygruppe und gehören somit zu den Phospholipiden. Sie besitzen eine Acylgruppe weniger als die meisten Phosphoglycerolipide und gehören zu den Lysophosphatiden. LPA sind als sekundäre Botenstoffe an der Vermeidung einer Apoptose, an der Zellteilung und der Zellmigration beteiligt.

## Eigenschaften

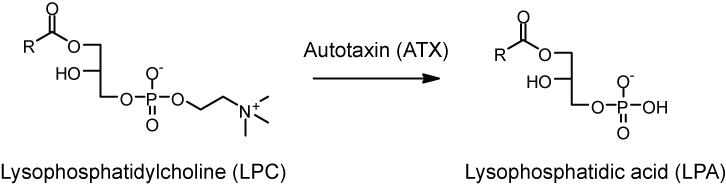
Hydrolyse von Lysophosphatidylcholin durch Autotaxin

Lysophosphatidsäuren entstehen aus Phosphoglycerolipiden durch enzymatische Hydrolyse einer Acylgruppe und anschließend durch Hydrolyse der Endgruppe am Phosphat aus einem Lysophosphatid. Dadurch besitzt die Lysophosphatidsäure eine freie Hydroxygruppe. Daneben sind an den beiden anderen theoretisch möglichen Hydroxygruppen des Glycerol-Rückgrats noch je eine Acylgruppe und eine Phosphatgruppe gebunden. Die Acylgruppe kann aus verschiedenen Fettsäuren bestehen.
Außerhalb von Zellen wird LPA hauptsächlich aus dem häufigsten Lipid im Blutplasma, Lysophosphatidylcholin, durch das Enzym Autotaxin gebildet.
LPA sind Mitogene durch die Aktivierung der G-Protein-gekoppelten Rezeptoren LPAR1 (EDG2), LPAR2 (EDG4), LPAR3 (EDG7), LPAR4 (P2RY9, GPR23), LPAR5 (GPR92) und LPAR6 (P2RY5, GPR87). In Folge wird die GTPase Rho und dadurch die Rho-Kinase aktiviert. Über eine folgende Hemmung der Myosin-leichte-Ketten-Kinase werden Stressfasern gebildet und die Zellmigration gefördert.
Bei Krebs fördern LPA eine gewisse Resistenz gegen Chemotherapie und Strahlentherapie sowie die Angiogenese und Metastasierung.